# Лучинська сільська рада
Лучинська сільська рада — колишня адміністративно-територіальна одиниця та орган місцевого самоврядування у Корнинському, Попільнянському, Брусилівському і Коростишівському районах Білоцерківської округи, Київської й Житомирської областей Української РСР та України з адміністративним центром у с. Лучин.

## Населені пункти
Сільській раді були підпорядковані населені пункти:
- с. Лучин

## Населення
Відповідно до результатів перепису населення СРСР, кількість населення ради, станом на 12 січня 1989 року, становила 549 осіб.
Станом на 5 грудня 2001 року, відповідно до перепису населення України, кількість мешканців сільської ради становила 391 особу.

## Склад ради
Рада складалася з 12 депутатів та голови.

## Історія
Створена 1923 року в с. Лучин Лучинської волості Сквирського повіту Київської губернії.
Станом на 1 вересня 1946 року сільська рада входила до складу Корнинського району Житомирської області, на обліку в раді перебувало с. Лучин.
11 січня 1960 року, відповідно до рішення Житомирського облвиконкому № 2 «Про зміни в адміністративно-територіальному поділі сільських рад в районах області», до складу ради приєднано села Малі Гуляки та Сущанка ліквідованої Сущанської сільської ради Брусилівського району. 29 червня 1060 року, відповідно до рішення Житомирського ОВК № 683 «Про об'єднання деяких населених пунктів в районах області» с. Малі Гуляки приєднано до с. Сущани. 7 січня 1963 року, відповідно до рішення Житомирського ОВК № 2 «Про зміну адміністративної підпорядкованості окремих сільських рад і населених пунктів», с. Сущанка передане до складу Мохнацької сільської ради Попільнянського району.
На 1 січня 1972 року сільська рада входила до складу Попільнянського району Житомирської області, на обліку в раді перебувало с. Лучин.
Виключена з облікових даних 20 квітня 2016 року. Територію та населені пункти ради включено до складу новоствореної Корнинської селищної територіальної громади Попільнянського району Житомирської області.
Входила до складу Корнинського (7.03.1923 р., 13.02.1935 р.), Попільнянського (5.02.1931 р., 28.11.1957 р., 4.01.1965 р.), Брусилівського (20.03.1959 р.) та Коростишівського (30.12.1962 р.) районів.